# Работническа партия на Турция (2017)
Работническа партия на Турция (на турски: Türkiye İşçi Partisi) е комунистическа политическа партия в Турция, основана през 2017 г. Председател на партията е Еркан Баш.
Партията приема идеите на марксизма-ленинизма. Тя се обявява против капитализма, империализма и всички форми на експлоатация, потисничество и дискриминация. Възприема идеите за републиканизъм, лаицизъм и обществена собственост и обявява че се бори за запазване и подобряване на демократичните и граждански права, свободата на организацията, събранията, словото и печата. Застъпва се за правата на кюрдите, жените и ЛГБТ групите в Турция.

## История
Партията е основана в резултат на разцепление в Комунистическата партия на Турция (TKP). В резултат на вътрешните раздори между две съперничещи фракции, през 2014 г. групата, ръководена от бившия председател Еркан Баш, първоначално създава Народна комунистическа партия на Турция (HTKP). През 2017 г. тя е преименувана на Работническа партия на Турция.
През август 2022 г. партията се присъединява към Алианса на труда и свободата, с цел общото явяване на парламентарните избори през 2023 г.